# George Woodbridge
George Woodbridge, född 1930 i Flushing, New York, död 19 januari 2004 i Staten Island, New York, serietecknare, illustratör.
Woodbridge ritade karikatyrer för den amerikanska tidningen MAD Magazine i nästan 50 år. Hans karriär på MAD Magazine började 1957 när han sålde sin första illustration till tidningen. Den illustration som han kanske blev mest berömd för var en sportsatir från 1965 kallad 43-Man Squamish som innehöll en fånig fältsport spelad med fåraherdar, krokar, simfötter, polohjälmar och omöjligt komplicerade regler. Collegestudenter över hela USA älskade det och brukade skicka in foton på sig själva spelandes sporten.
Han illustrerade även bokserien American Military Equipage, 1851-1872 som gavs ut på 1970-talet.
Han dog i januari 2004 av emfysem.